# Карпио, Мануэль
Мануэль Карпио (полное имя — Мануэль Эулохио Карпио Эрнандес (исп. Manuel Carpio; 1 марта 1791, Косамалоапан (ныне муниципалитет Косамалоапан-де-Карпио, штата Веракрус, Мексика) — 11 февраля 1860, Мехико) — мексиканский поэт и писатель

, переводчик, медик. Представитель романтизма и неоклассицизма в мексиканской литературе. Член Литературной академия и Национальной академии Сан-Карлос в Мексике.

## Биография
Родился восьмым ребёнком в семье торговца. Учился в духовной семинарии Пуэбло. После окончания курса богословия, решил отказаться от церковной карьеры, и стал изучать право, но поняв, что и этот путь не соответствует его ожиданиям, занялся изучением медицины в Национальном автономном университете Мексики.
Вскоре после получения степени бакалавра в области медицины, Карпио опубликовал испанский перевод нескольких сочинений Гиппократа. Став врачом, служил в качестве главы Департамента физиологии и гигиены медучреждения Мексики, позже ставшего первой Академией медицины, был вице-президентом Совета по улучшению здравоохранения государства.
Мануэль Карпио всегда искал способы обучения и просвещения населения в вопросах гигиены, поэтому опубликовал книгу «Medicina Doméstica» (Отечественная медицина), где он излагал основные принципы гигиены, первой помощи и малой хирургии при помощи подручных средств, которые имелись в любом мексиканском доме.
Помимо медицины и здравоохранения он проявлял большой интерес к другим наукам: геологии и астрономии.
Политик. Член консервативной партии Мексики (1824—1858). Был представителем от штата Мехико (1827—1828), в 1828 — Председателем Палаты депутатов в Конгрессе Мексики.
Сенатор от штата Веракрус (1850—1852).
В 1836—1841 — Член Медицинской академии Мексики. В это время избирался секретарём и президентом академии.
Почётный академик Национальной академии Сан-Карлос в Мексике (1843—1860).

## Политическая деятельность
В 1824 г. он служил редактором актов законодательного собрания штата Мехико, позднее он был избран депутатом в Генеральный конгресс этого же штата на 1825-1826 гг. Имеет хорошую репутацию в Конгрессе, в какой-то момент был повышен до спикера палаты представителей.
В течение следующего периода в своем родном штате Веракрус он был советником правительства штата и местным депутатом от мексиканской консервативной партии. В то время Конгресс и правительство штата выступили против йоркистов, которые к тому времени организовались в масонские ложи по приказу и под наблюдением американского посла Джоэла Р. Пойнсетта. Чтобы защитить и оправдать свою позицию, местное законодательное собрание решило написать манифест, поручение которого было поручено Мануэлю Карпио. Манифест был опубликован 19 июня 1827 года и произвел сильное впечатление, написанный с силой и яростью. В некоторых секторах это произвело такое впечатление, что они не отдали должное письму Карпио, учитывая его силу и контрастный сдержанный характер человека, который его написал.
Когда революция Тулансинго потерпела неудачу, Мануэль Карпио, привлекший к себе внимание, подвергся угрозам и боялся стать целью ярости победившей стороны, поэтому он решил отправиться в изгнание в штат Пуэбла. В сентябре 1828 года, когда вскоре был избран президентом республики, он вернулся в Халапу, проголосовал, как и его коллеги в Конгрессе, за Мануэля Гомеса Педрасу и против генерала Висенте Герреро, кандидата Йоркино. Но как только результат всеобщих выборов, в результате которых Герреро стал президентом, стал неизвестен, он решил уйти в отставку и вернуться в Мехико.

Это было время, когда политическая ситуация в стране была слабой и сложной, обрамленной гражданской войной между либералами и консерваторами. Мануэль Карпио, несмотря на свою политическую деятельность, всегда держался в стороне от кровавых и беспощадных боев. Как объяснил Луис Рамон Бустос, поведение поэта было следующим:
Там, где другие сражаются насмерть, он упивается только сладкими винами из Иудеи. Услышьте фаллоимитаторы, издаваемые лютневой щукой; псалмы, которые раскрываются с мелодичным благочестием; поля и горы, которые, когда начинается восход солнца, поют хвалу Богу. Он врач, который пасет стада. Вот почему его нет здесь, вот почему он ходит - день за днем и сам того не зная — Святой Земли. Восток ведет вас. Только на Восток устремлены его шаги .

Луис Рамон Бустос, Говоря о Мануэле Карпио в La Crónica
Спустя годы он вернулся к политической деятельности, так как в 1837 году он был членом департаментского совета Мексики. По праву, установленному в Органических Основах, она должна была войти в Палаты 1846 г.; но до этого конституция пала из-за беспорядков в Сан-Луис-Потоси. После Гваделупского мира в 1848 г. он был членом Палаты депутатов, а в 1851 г. — Сената. В январе 1858 года он вошел в Государственный совет, как представитель Нуэво-Леон; но в середине того же года он ушел в отставку, как это сделали несколько его коллег, когда было объявлено, что будет принята менее сдержанная политика, чем та, которой придерживалось первое министерство плана Такубая.
Он редко принимал участие в публичных дискуссиях, а скорее отдавался работе по заказу. В них и в акте голосования он всегда проявлял беспристрастность и прямоту. Принципиально, по характеру, по всем привычкам своей жизни он не мог принадлежать к народной стороне; но он также не мог смириться с несдержанностью деспотической власти. Искренний патриот, страстно любящий родную страну и желающий счастья и доброго имени для себя, он мог только желать правительства порядка и справедливости, уважающего закон, где бы он ни был, и действительно, без шума и волнения, способствовал развитию республики. Все отдавали должное его чувствам, и все стороны, наконец, уважали его личность и ценили его добродетель.

## Творчество
В историю литературы Мексики он вошёл как поэт, со своими поэмами «Река Косамалоапана», «Турки» и «Ужины Бальтазара».
Его поэзия была опубликована дважды в сборнике под названием «Poesías del Sr. Doctor Don Manuel Carpio» (1860).

## Избранные произведения
Проза
- Aforismos y Pronósticos de Hipócrates, seguidos del artículo Pectorílouo del Diccionario de Ciencias Médicas Traducidos al castellano, los primeros del latín, y el último del francés. México: 1823.
- Mariano Galván Rivera. ed. La Tierra Santa, o descripción exacta de Joppe, Nazareth, Belén, el Monte de los Olivos, Jerusalen y otros lugares célebres en el Evangelio. A lo que se agrega una noticia sobre otros sitios notables en la historia del pueblo hebreo. México, 1832.
- Periódico de la Academia de Medicina de México. En 5 tomos, 1832.
- Medicina doméstica, 1845.

Поэзия
- Poesías del Sr. Dr. Don Manuel Carpio. Con Su Biografía escrita por el Sr. Dr. Don José Bernardo Couto (2da edición). México: 1860.
- Поэмы
  - El río de Cosamaloapan.
  - El Turco
  - La Cena de Baltasar
  - México, El Popocatpetl
  - El Diluvio
  - Castigo de Faraón
  - La Anunciación
  - Oda a la Virgen de Guadalupe , 1832

## Память
- В честь знаменитого мексиканского поэта Мануэля Карпио в 1918 году назван муниципалитет Косамалоапан-де-Карпио, штата Веракрус в Мексике.